# Juazeiro Social Clube
Il Juazeiro Social Clube, noto anche semplicemente come Juazeiro, è una società calcistica brasiliana con sede nella città di Juazeiro, nello stato di Bahia.

## Storia
Il 16 agosto 1995, il Juazeiro Social Clube è stato fondato dopo la fusione di otto club amatoriali, l'América, il Barro Vermelho, il Carranca, il Colonial, il Grêmio, l'Olaria, il XV de Novembro e il Veneza.
Nel 1996, il Juazeiro ha vinto il suo primo titolo, che è stato il Campeonato Baiano Segunda Divisão.
Nel 2001, il club è stato finalista del Campionato Baiano, dove è stato sconfitto dal Bahia in finale.

## Palmarès

### Competizioni statali
- Campeonato Baiano Segunda Divisão: 2

1996, 2010